# Orsolobus pucara
Espèce
Orsolobus pucara est une espèce d'araignées aranéomorphes de la famille des Orsolobidae.

## Distribution
Cette espèce se rencontre en Argentine dans les provinces de Neuquén et du Río Negro et au Chili dans la région des Lacs,.

## Description
Le mâle holotype mesure 4,57 mm. La femelle décrite par Izquierdo et Labarque en 2010 mesure 3,47 mm.

## Étymologie
Son nom d'espèce lui a été donné en référence au lieu de sa découverte, Pucará[pas clair].

## Publication originale
- Forster & Platnick, 1985 : A review of the austral spider family Orsolobidae (Arachnida, Araneae), with notes on the superfamily Dysderoidea. Bulletin of the American Museum of Natural History, no 181, p. 1-229 (texte intégral).